# Bièvre (dopływ Sekwany)
Bièvre – rzeka we Francji, przepływająca przez tereny departamentów Essonne, Dolina Marny, Yvelines oraz Paryża, o długości 33 km. Stanowi dopływ rzeki Sekwany.